# Luís Carlos (futebolista)
Luís Carlos de Aquino Guirra, mais conhecido simplesmente como Luís Carlos (Recife, 25 de dezembro de 1962) é um ex-futebolista brasileiro que atuava como atacante.
É o maior artilheiro do Sport Recife em uma única edição do Campeonato Pernambucano, com 40 gols em 1984.

## Carreira
Foi revelado pelas divisões de base do Sport Recife, onde chegou no inicio dos anos 80 para participar do "Peneirão". Pelos juniores, na disputa do Estadual da categoria, fez 30 gols e foi alçado para os profissionais, em 1983.
Marcou seu primeiro gol numa partida contra o Ferroviário e virou titular. Ainda em 1983, foi emprestado ao Confiança de Sergipe para ganhar experiência e voltou dono da posição. Pelo Confiança, foi Campeão Sergipano em 1983, sendo o artilheiro do campeonato com 22 gols e sendo eleito pela imprensa o melhor jogador.
Pelo Sport, fez parte do elenco bicampeão estadual de 1981 e 1982.
Em 1984, fez 40 gols no Campeonato Pernambucano, se tornando artilheiro do Estadual daquele ano. Pela marca, recebeu de Dadá Maravilha uma coroa simbolica. Com o feito, ainda é o maior artilheiro do Sport em uma única edição do Pernambucano.
Em 1986, novamente foi artilheiro do Campeonato Pernambucano.
Em maio de 1987, deixou o Leão numa negociação com o Santos, que ainda contratou o lateral-esquerdo Luisinho e cedeu ao Sport os atletas Ribamar e Éder.
Pelo Santos, disputou o Campeonato Paulista e o Brasileiro.
Ainda em 1987, foi convocado pelo técnico Carlos Alberto Silva para defender a Seleção Brasileira nos Jogos Pan-Americanos de Indianápolis, onde conquistou a medalha de ouro.
Em seguida, foi negociado para o Real Murcia, da Espanha. Ficou 2 temporadas no país.
Voltou ao Sport em 1990 para ser campeão brasileiro da Série B. Com a camisa do Leão, marcou 107 gols em 188 jogos.

## Títulos
Confiança
- Campeonato Sergipano: 1983

Sport Recife
- Campeonato Pernambucano: 1981 e 1982

- Campeonato Brasileiro - Série B: 1990

Seleção Brasileira
- Jogos Pan-Americanos: 1987

Individuais
- Artilheiro do Campeonato Sergipano: 1983 (22 gols)
- Artilheiro do Campeonato Pernambucano: 1984 (40 gols) e 1986